# Cot Parangpatah
Cot Parangpatah är en kulle i Indonesien.   Den ligger i provinsen Aceh, i den västra delen av landet, 1 800 km nordväst om huvudstaden Jakarta. Toppen på Cot Parangpatah är 115 meter över havet.
Terrängen runt Cot Parangpatah är varierad.Runt Cot Parangpatah är det tätbefolkat, med 276 invånare per kvadratkilometer. Omgivningarna runt Cot Parangpatah är en mosaik av jordbruksmark och naturlig växtlighet.